# Không gian định chuẩn
Cùng với khái niệm không gian mêtric, không gian định chuẩn cũng đóng vai trò rất quan trọng trong giải tích nói chung và topo nói riêng.

## Sơ lược về không gian định chuẩn

### Định nghĩa
Cho E là không gian vectơ trên trường số {\displaystyle D} và ánh xạ {\displaystyle \left\Vert .\right\Vert :E\to \mathbb {R} }
Ta nói {\displaystyle \left\Vert .\right\Vert } là chuẩn trên E nếu nó thỏa 3 tính chất sau:
{\displaystyle (1).||x||\geq 0\quad x\in E;},
{\displaystyle (2).||x||=0\Leftrightarrow x=\mathbf {0} } nếu x là 1 vector.
{\displaystyle (3).||kx||=|k|.||x||;\quad \forall x\in E,k\in \mathbb {R} }
{\displaystyle (4).||x+y||\leq ||x||+||y||,\quad \forall x,y\in E}
Nếu {\displaystyle \left\Vert .\right\Vert } là chuẩn trên E, ta nói {\displaystyle (E,\left\Vert .\right\Vert )} là không gian vecto định chuẩn (còn đọc tắt là không gian định chuẩn).

Ta có thể định nghĩa chuẩn bằng công thức: {\displaystyle \left\Vert x\right\Vert :=\sup _{x\in E,\left\vert x\right\vert =1}\left\{|x_{i}|\right\}} và có thể hiểu phép định chuẩn như là vi phân độ dài của vector x.

### Một số ví dụ về chuẩn
- Không gian {\displaystyle \mathbb {R} ^{2}} với các metric:
{\displaystyle d_{1}(x,y)=|x_{1}-y_{1}|+|x_{2}-y_{2}|}
{\displaystyle d_{2}(x,y)=[(x_{1}-y_{1})}2{\displaystyle +(x_{2}-y_{2})}2{\displaystyle ]}1/2
{\displaystyle d_{\infty }(x,y)=max\{|x_{1}-y_{1}|,|x_{2}-y_{2}|\}}

lần lượt có các chuẩn tương ứng sau:
{\displaystyle \left\Vert x-y\right\Vert _{1}=|x_{1}-y_{1}|+|x_{2}-y_{2}|}
{\displaystyle \left\Vert x-y\right\Vert _{2}=[(x_{1}-y_{1})}2{\displaystyle +(x_{2}-y_{2})}2{\displaystyle ]}1/2
{\displaystyle \left\Vert x-y\right\Vert _{\infty }=max\{|x_{1}-y_{1}|,|x_{2}-y_{2}|\}}
- Không gian các hàm số mũ p khả tích trên khoảng [0,1] với chuẩn {\displaystyle \left\Vert \right\Vert _{p}} sau;

Khi p=1;
{\displaystyle \|f\|_{p}=\left(\int _{0}^{1}|f(t)|dt\right)}
Khi {\displaystyle 1<p<\infty };
{\displaystyle \|f\|_{p}=\left(\int _{0}^{1}|f(t)|^{p}dt\right)^{1/p}}
Khi {\displaystyle p=\infty };
{\displaystyle \|f\|_{p}=\inf \lbrace {\lambda :|f(x)|\leq \lambda \qquad h.k.n\rbrace }}
- Không gian các hàm liên tục f từ {\displaystyle \mathbb {R} ^{m}} vào {\displaystyle \mathbb {R} ^{n}} và khả tích với chuẩn {\displaystyle \left\Vert \right\Vert } sau;

Khi n=1;
{\displaystyle \|f\|=\left(\int _{0}^{1}|f(t)|dt\right)}
Khi {\displaystyle 1<n<\infty };
{\displaystyle \|f\|=\left(\int _{0}^{1}\sum _{k=1}^{n}(f_{k}(t))^{2}dt\right)^{1/2}}
Khi {\displaystyle n=\infty };
{\displaystyle \|f\|=\sup \lbrace {|f_{k}(x)|:x\in \mathbb {R} ^{m},k\in \mathbb {N} \rbrace }}
Trong đó 
{\displaystyle x=(x_{1},...,x_{m}),f=(f_{1}(x),...,f_{n}(x))}
{\displaystyle \lbrace {f_{i}(x)\rbrace }_{1\leq i\leq n}:\mathbb {R} ^{m}\to \mathbb {R} },
{\displaystyle x_{i}\in \mathbb {R} ,\qquad \forall i\in {\overline {1,..,m}}}

## Cấu trúc tô-pô
Một không gian định chuẩn được trang bị một cấu trúc tô-pô với một cơ sở là tập hợp các quả cầu mở. Các khái niệm tô-pô (như đóng, mở, trù mật,...) có thể được diễn đạt theo ngôn ngữ của không gian định chuẩn.
Tính chất
- Một không gian định chuẩn là một không gian tô-pô liên thông, Hausdorff, không compact.
- Một không gian định chuẩn hữu hạn chiều là một không gian compact địa phương.

## Các định nghĩa, định lý liên quan khác

### Không gian định chuẩn sinh với chuẩn sinh bởi metric
Cho {\displaystyle (E,d(.,.))} là không gian mêtric, ta nói chuẩn {\displaystyle \left\Vert \right\Vert } tạo bởi metric {\displaystyle d(.,.)} tức là:
{\displaystyle \left\Vert x-y\right\Vert =d(x,y)},{\displaystyle \qquad } {\displaystyle \forall x,y\in E}
Do đó, không gian định chuẩn cũng có cơ sở trên không gian tôpô dưới dạng họ các quả cầu mở như trên với chuẩn là các metric tương ứng.

### Quả cầu mở, quả cầu đóng
Cho {\displaystyle \left(E,\left\Vert \right\Vert \right)} là không gian định chuẩn; {\displaystyle a\in E} và {\displaystyle r>0}.
{\displaystyle B(a,r)=\left\{x\in E:\left\Vert x-a\right\Vert <r\right\}}
{\displaystyle B'(a,r)=\left\{x\in E:\left\Vert x-a\right\Vert \leq r\right\}}
Khi đó ta gọi {\displaystyle B(a,r)} và {\displaystyle B'(a,r)} lần lượt là các quả cầu mở và quả cầu đóng tâm {\displaystyle a} bán kính r trong {\displaystyle \left(E,\left\Vert \right\Vert \right)} 

### Tập mở, tập đóng, tập bị chặn, trù mật
Cho {\displaystyle \left(E,\left\Vert \right\Vert \right)} là không gian định chuẩn; {\displaystyle a\in E} và {\displaystyle A\subset E}.
Ta nói:
{\displaystyle A} là tập mở trong {\displaystyle \left(E,\left\Vert \right\Vert \right)} nếu có họ các quả cầu mở {\displaystyle \lbrace {B(a_{i},r_{i})\rbrace }_{i\in I}} trong {\displaystyle \left(E,\left\Vert \right\Vert \right)} sao cho:
{\displaystyle A=\cup _{i\in I}B(a_{i},r_{i})}.
{\displaystyle A} là tập đóng trong {\displaystyle \left(E,\left\Vert \right\Vert \right)} nếu {\displaystyle E-A} là tập mở trong {\displaystyle \left(E,\left\Vert \right\Vert \right)}.
{\displaystyle A} là tập bị chặn trong {\displaystyle \left(E,\left\Vert \right\Vert \right)} nếu có quả cầu đóng {\displaystyle B'(a_{i},r_{i})} trong {\displaystyle \left(E,\left\Vert \right\Vert \right)} sao cho:
{\displaystyle A\subset B'(a_{i},r_{i})}.
{\displaystyle A} là tập trù mật trong {\displaystyle \left(E,\left\Vert \right\Vert \right)} nếu {\displaystyle cl(A)=E} 

### Liên tục
Cho {\displaystyle A} là tập con trong không gian định chuẩn {\displaystyle \left(E,\left\Vert \right\Vert _{E}\right)}
{\displaystyle x\in A} và
{\displaystyle f:A\rightarrow \left(F,\left\Vert .\right\Vert _{F}\right)}.
Ta nói:
{\displaystyle f} liên tục tại {\displaystyle x} nếu {\displaystyle \forall \epsilon >0}, {\displaystyle \exists \delta >0} sao cho {\displaystyle \left\Vert f\left(x\right)-f\left(y\right)\right\Vert <\epsilon },{\displaystyle \qquad \forall y\in A}, {\displaystyle y\in B(x,\delta )}
{\displaystyle f} liên tục trên {\displaystyle A} nếu {\displaystyle f} liên tục tại mọi {\displaystyle y\in A} 
Ngoài ra ta còn có định nghĩa liên tục qua khái niệm tập mở như sau:
{\displaystyle f} liên tục trên {\displaystyle A} nếu và chỉ nếu với mọi tập mở {\displaystyle V} trong {\displaystyle F} có tập mở {\displaystyle U} trong {\displaystyle E} sao cho
{\displaystyle f^{-1}(V)=A\cap U} 

### Dãy hội tụ, Cauchy
Cho (E, ||.||) là không gian định chuẩn; f là ánh xạ từ tập các số nguyên dương vào E.
Đặt {\displaystyle x_{n}=f(n)}; {\displaystyle \forall n\in \mathbb {N} } và cho {\displaystyle a\in E}.
Khi đó {\displaystyle \lbrace {x_{n}\rbrace }} là dãy trong {\displaystyle \left(E,\left\Vert \right\Vert \right)}.
Dãy {\displaystyle \lbrace x_{n}{\rbrace }} là dãy hội tụ về {\displaystyle a} trong {\displaystyle E} nếu và chỉ nếu:
{\displaystyle \forall \epsilon >0}, ta tìm được {\displaystyle N(\epsilon )\in \mathbb {N} } sao cho {\displaystyle \left\Vert x_{n}-a\right\Vert <\epsilon ;\qquad \forall n>N(\epsilon )}
Lúc đó, {\displaystyle a} là giới hạn của dãy {\displaystyle \lbrace {x_{n}\rbrace }}.
Dãy {\displaystyle \lbrace x_{n}{\rbrace }} là dãy Cauchy trong {\displaystyle E} nếu và chỉ nếu:
{\displaystyle \forall \epsilon >0}, ta tìm được {\displaystyle N(\epsilon )\in \mathbb {N} } sao cho {\displaystyle \left\Vert x_{n}-x_{m}\right\Vert <\epsilon ;\qquad \forall n>m>N(\epsilon )}
Nếu dãy {\displaystyle \lbrace x_{n}{\rbrace }} là dãy hội tụ trong {\displaystyle E} thì nó sẽ Cauchy trong {\displaystyle E}.
Nếu mọi dãy {\displaystyle \lbrace x_{n}{\rbrace }} Cauchy đều hội tụ trong không gian định chuẩn {\displaystyle \left(E,\left\Vert \right\Vert \right)} thì {\displaystyle E} là không gian Banach.
Ví dụ:
Dãy {\displaystyle \lbrace {{\frac {1}{n}}:n\in \mathbb {Z} ^{+}\rbrace }} trong {\displaystyle \mathbb {R} } \0 là dãy Cauchy nhưng không hội tụ trong {\displaystyle \mathbb {R} }\ 0 với không gian định chuẩn {\displaystyle \left(\mathbb {R} ,\left\Vert \right\Vert \right)} ({\displaystyle \left\Vert x-y\right\Vert =|x-y|}).

### Chuẩn tương đương
Tương tự như metric tương đương trên không gian metric, ta cũng có khái niệm chuẩn tương đương như sau:
Cho 2 chuẩn {\displaystyle \left\Vert .\right\Vert _{1},\left\Vert .\right\Vert _{2}} trên cùng không gian vectơ E.
Ta nói 2 chuẩn này là tương đương nếu tồn tại {\displaystyle \alpha ,\beta >0} sao cho:
{\displaystyle \alpha \left\Vert u\right\Vert _{1}\leq \left\Vert u\right\Vert _{2}\leq \beta \left\Vert u\right\Vert _{1}}
với mọi {\displaystyle u\in E} 
Ví dụ
Với các chuẩn sau trên {\displaystyle \mathbb {R} ^{n}} sau:
{\displaystyle \left\Vert x\right\Vert _{2}=\left({\overset {n}{\underset {k=1}{\sum }}}x_{k}^{2}\right)^{1/2}}
{\displaystyle \left\Vert x\right\Vert _{1}={\overset {n}{\underset {k=1}{\sum }}}\left|x_{k}\right|}
{\displaystyle \left\Vert x\right\Vert _{\infty }={\underset {k=1,2,...,n}{\max }}\left|x_{k}\right|}
trong đó {\displaystyle x=(x_{1},...,x_{n})\in \mathbb {R} ^{n}}. Ta có:
{\displaystyle \left\Vert x\right\Vert _{\infty }\leq \left\Vert x\right\Vert _{2}\leq \left\Vert x\right\Vert _{1}\leq n\left\Vert x\right\Vert _{\infty }}

## Phạm trù các không gian định chuẩn
Các ánh xạ quan trọng nhất giữa hai không gian định chuẩn là các ánh xạ tuyến tính liên tục. Tập hợp các ánh xạ tuyến tính liên tục giữa hai không gian định chuẩn {\displaystyle E} và {\displaystyle F} được ký hiệu là {\displaystyle {\mathcal {L}}(E,F)}. Không gian định chuẩn cùng với các ánh xạ tuyến tính liên tục lập thành một phạm trù.
Ta cũng có phạm trù các không gian Banach (là một phạm trù con đầy của phạm trù các không gian định chuẩn).